# Young Bess
Young Bess (bra: A Rainha Virgem) é um filme norte-americano de 1953 dirigido por George Sidney, com trilha sonora de Miklos Rozsa.

## Sinopse
Biografia da rainha Elizabeth 1ª feita para coincidir com a coroação de Elizabeth 2ª.

## Elenco
- Jean Simmons	 … 	rainha Elizabeth 1ª
- Stewart Granger	 … 	Thomas Seymour
- Deborah Kerr	 … 	Catherine Parr
- Charles Laughton	 … 	Henrique 8º
- Kay Walsh	 … 	sra. Ashley
- Guy Rolfe	 … 	Ned Seymour
- Kathleen Byron	 … 	Ann Seymour
- Cecil Kellaway	 … 	sr. Parry
- Rex Thompson	 … 	Eduardo 6º
- Robert Arthur	 … 	Barnaby
- Leo G. Carroll	 … 	sr. Mums
- Norma Varden	 … 	Lady Tyrwhitt
- Alan Napier	 … 	Robert Tyrwhitt
- Noreen Corcoran	 … 	Elizabeth criança
- Ivan Triesault	 … 	Danish Envoy
- Elaine Stewart	 … 	Ana Bolena
- Dawn Addams	 … 	Kate Howard
- Doris Lloyd	 … 	mãe dos Jack
- Lumsden Hare	 … 	arcebispo Cranmer
- Lester Matthews	 … 	Sir William Paget

## Prêmios e indicações
Oscar (1954)
- Indicado nas categorias:

Direção de arte
Figurino